# Герасименко, Ефим Васильевич
Ефи́м Васи́льевич Герасиме́нко (1 апреля 1870—1933) — член III Государственной думы от Волынской губернии, крестьянин.

## Биография

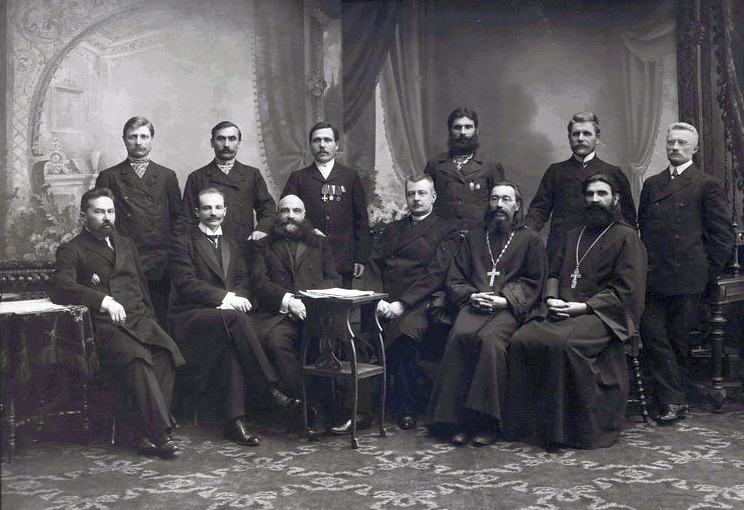
Депутаты Государственной думы Российской империи III созыва от Волынской губернии. Стоят: Клименко Т. И., Андрейчук М. С., Никитюк Я. С., Данилюк Я. Г., Герасименко Е. В., Березовский П. В.; сидят: Клопотович В. Ф., Шульгин В. В., Беляев Г. Н., Волконский В. В., Кириллович Д. Ф., Баранович Д. Я.

Православный, крестьянин деревни Непознаничи Серобовской волости Новоград-Волынского уезда.
Окончил народное училище. Был на военной службе. Затем занимался земледелием (9½ десятин надельной земли). Три года был председателем волостного суда и членом сельского банка.
Был активистом Почаевского отдела Союза русского народа.
В 1907 году был избран членом III Государственной думы от Волынской губернии. Входил во фракцию правых, с 5-й сессии — в группу беспартийных. Состоял членом комиссий: по судебным реформам, чиншевой и по исполнению государственной росписи доходов и расходов. Выступал по аграрному вопросу, основной мерой борьбы с малоземельем считал дешевую продажу земельных участков через Крестьянский банк или напрямую.
По окончании срока полномочий III Думы в 1912 году, вернулся в родное село. В последующие годы увеличил свой земельный надел до 17 десятин.
В 1929 году, когда началось раскулачивание, у Герасименко отобрали 5 десятин земли. До этого в 1928 году его зять Митрофан был арестован и выслан за Урал «за контрреволюционную деятельность», а в 1930 году была выслана жена Митрофана. В том же году Герасименко не смог выполнить заданные ему нормы хлебозаготовки, так как во время посева был арестован и провел семь дней в заключении в Емильчине и 5 дней в Овруче. За невыполнение нормы его оштрафовали на 500 рублей, и он вынужден был распродать своё имущество.
В 1931 году был репрессирован его брат Александр, умерший в тюрьме в 1937 году.
Перед арестом проживал в селе Барвеновка Барвенковского сельсовета Полтавского района Омского округа Западно-Сибирского края. В конце 1931 года у самого Герасименко был проведен обыск, после которого его арестовали. 13 января 1932 г. ему предъявили обвинение по статье 54-10 УК УССР «за проведение систематической антисоветской агитации против мер советской власти». 19 февраля того же года Особое совещание при коллегии ГПУ УССР утвердило меру наказания — высылка в Казахстан на три года.
В справке полномочного представительства ГПУ по Казахстану от 4 мая 1933 года сообщается о смерти Герасименко, однако точная дата и обстоятельства его смерти неизвестны.

## Семья
Был женат на Марфе Кондратовне Шишко. Их дети: Филипп (р. 1897) и Вера (р. 1899).